# 霍爾科姆 (密蘇里州)
霍爾科姆（英語：Holcomb）是位於美國密蘇里州鄧克林縣的城市。

## 人口
根據2020年美國人口普查的數據，霍爾科姆的面積為1.51平方千米，皆為陸地。當地共有人口642人，而人口密度為每平方千米425人。